# 2009年大连狂犬疫苗事件
2009年大连狂犬疫苗事件，是指中国辽宁省大连市的金港安迪生物制品有限公司在2009年狂犬病疫苗中非法添加核酸物质的事件。
非法添加了核酸物质的狂犬病疫苗与正常疫苗相比，病毒抗原含量有明显减少，导致药效降低将近一半，因此使用此疫苗的人将很有可能在未来几年发病。
根据调查，大连金港安迪生物制品有限公司2008年共生产人用狂犬病疫苗97批，共计338.9万人份，销售了83批，共计295.32万人份。在销售出的83批中，有11批冻干粉针制剂人用狂犬病疫苗被检出违法添加物质，这11批总共有36.02万人份。
截至2009年，共计召回违规添加核酸物质的冻干狂犬病疫苗共32.64万人份，但是还有3.34万人份的疫苗不知去向。这些不知去向的疫苗很可能已被注射。